# De straalvogel
De straalvogel is het tiende stripverhaal van Jommeke. De reeks wordt getekend door striptekenaar Jef Nys.

## Personages
- Jommeke
- Flip
- Filiberke
- Pekkie
- Theofiel
- Kokobanana
- kleine rollen : Marie, miljonair Geldjans, Willem (kleinzoon Geldjans), generaal Vlamkruit ...

## Verhaal
In dit verhaal toont Jommeke zijn intelligentie. Hij bestudeert de natuurkundige wetten en vooral die van de actie en reactie. Zo laat hij door middel van weglopend water een emmer op wieltjes rijden. De tijd is rijp voor het grote werk. Hij bouwt een loods in de tuin, waar hij samen met Flip en Filiberke aan een vliegtuig werkt. Dat moet ook met water vooruitgestuwd worden. Een van de problemen is de aansturing van de compressor die het water in gang moet houden. Daarvoor kopen ze een chimpansee en richten die af om voortdurend met een van zijn handen te draaien. De aap krijgt de naam Kokobanana mee.
Het vliegtuig krijgt de naam Straalvogel mee. Als het vliegtuig af is, lacht Jommekes vader Theofiel hen uit omdat hij niet in het vliegtuig gelooft. Wanneer Jommeke en Filiberke toch een proefvlucht willen maken, lukt die meteen. Door de kuren van Kokobanana lopen er wel enkele zaken mis. Jommekes ouders zijn doodongerust en verbieden Jommeke om nog langer met de Straalvogel te vliegen.
Op de radio hoort Jommeke een nieuwsbericht over de verdwijning van de kleinzoon van miljonair Geldjans. Men vermoedt dat het kind ontvoerd werd door iemand met een sportvliegtuig. Jommeke besluit naar het kind en het vliegtuig te helpen zoeken. Hij vertrekt meteen. Zijn vader reageert woedend tot hij ook het radiobericht hoort. Tijdens de vlucht merken Jommeke en Flip Filiberke en Pekkie op bij een vijver. Ze willen hen oppikken, maar storten neer in de vijver. De Straalvogel duikt echter opnieuw op uit de vijver, waarna Filiberke en Pekkie in het vliegtuig kunnen springen.
Tijdens de vlucht wordt de Straalvogel opgemerkt door andere vliegtuigen die naar het kind op zoek zijn. Een van hen vermoedt dat zij de ontvoerders zijn en wil de Straalvogel doen landen door hen neer te schieten. Nadien merken ze op dat het vliegtuig door kinderen bestuurd wordt en op de kracht van water draait. In geen tijd raakt het bestaan van de Straalvogel bekend. Ook het leger hoort hiervan en besluit het vliegtuig van nabij te bestuderen.
Twee piloten vinden het gezochte sportvliegtuig, maar dat blijkt door een fotografe bestuurd te worden en heeft niets met de verdwijning van het kind te maken. De vliegtuigen worden daarom via de radio teruggeroepen. Jommeke en Filiberke hebben geen radio en vermoeden dat het kind gevonden is. Ze besluiten de miljonair geluk te wensen en naar zijn kasteel te vliegen. Bij het landen storten ze echter neer waarbij de Straalvogel volledig vernield wordt. Niemand raakt echter gewond en ze worden opgevangen door miljonair Geldjans en een aanwezige politiecommissaris. Jommeke en zijn vrienden vernemen dat het kind dat Willem heet, nog niet terecht is. Jommeke uit het vermoeden dat het kind misschien op de meest onverwachte plaats gevangen gehouden wordt : het kasteel van de familie zelf. Door een zoldervenster ziet Flip een spookgedaante. Iedereen rept zich naar boven waar het spook overmeesterd wordt. Het blijkt Willem zelf te zijn die al die tijd op zolder spook speelde.
Terug beneden komt net generaal Vlamkruit aan. Die wil voor het leger de brokstukken van de Straalvogel meenemen. Jommeke stelt die ter beschikking. Het leger kan zo eigen straalvogels ontwikkelen. Jommeke krijgt hiervoor een onderscheiding van de minister van landsverdediging.

## Achtergronden bij het verhaal
- Uiteraard zou een ontwerp als de straalvogel in het echt niet werken. Het water dat terugkeert naar de tank is namelijk óók onderhevig aan het actie-reactieprincipe, ook al zit het in een gesloten buis.
- De Straalvogel mag dan wel een spectaculaire uitvinding zijn; het tuig komt jarenlang maar één keer terug in de reeks, meer bepaald in het album Op heksenjacht. Het heeft ook een heel andere vorm dan. In 2017 keerde het opnieuw terug in het album Missie Middelkerke.
- In het album Missie Middelkerke leren we dat Kokobanana nadien is ingetrokken bij Generaal Vlamkruit.
- In dit album slaapt Flip nog in een bakje dat aan de muur boven Jommekes bed hangt.
- De straalvogel is het eerste album sinds de introductie van de Miekes waarin zij niet in beeld komen. Er waren al enkele albums waarin hun rol heel klein was, maar nu worden ze nergens vermeld. Het wordt in de reeks duidelijk  dat de Miekes geen dragende rol in de reeks zullen hebben zoals Jommekes vrienden Flip en Filiberke wel hebben. Hun aanwezigheid is niet in elk album noodzakelijk.
- Vele jaren later verschijnt de straalvogel opnieuw ten tonele in het 286e album Missie Middelkerke.

## Nagebouwd exemplaar
In 2017 werd de straalvogel nagebouwd als kunstwerk en speeltuig voor het Middelkerkse Normandpark. Het werd opgebouwd uit gerecycled materiaal. Tegelijkertijd verscheen het album Missie Middelkerke, waarin de straalvogel opnieuw opduikt.